# Демьяновка (Днепропетровская область)
Демьяновка (укр. Дем'янівка) — село,
Новомалиновский сельский совет,
Широковский район,
Днепропетровская область,
Украина.
Код КОАТУУ — 1225886602. Население по переписи 2001 года составляло 75 человек .

## Географическое положение
Село Демьяновка находится на расстоянии в 1 км от села Широкая Дача и в 2,5 км от бывшего города Ингулец (ныне район города Кривой Рог).
По селу протекает пересыхающий ручей с запрудой.
Рядом проходит железная дорога, станция Ингулец в 3,5 км.